# João de Prócida

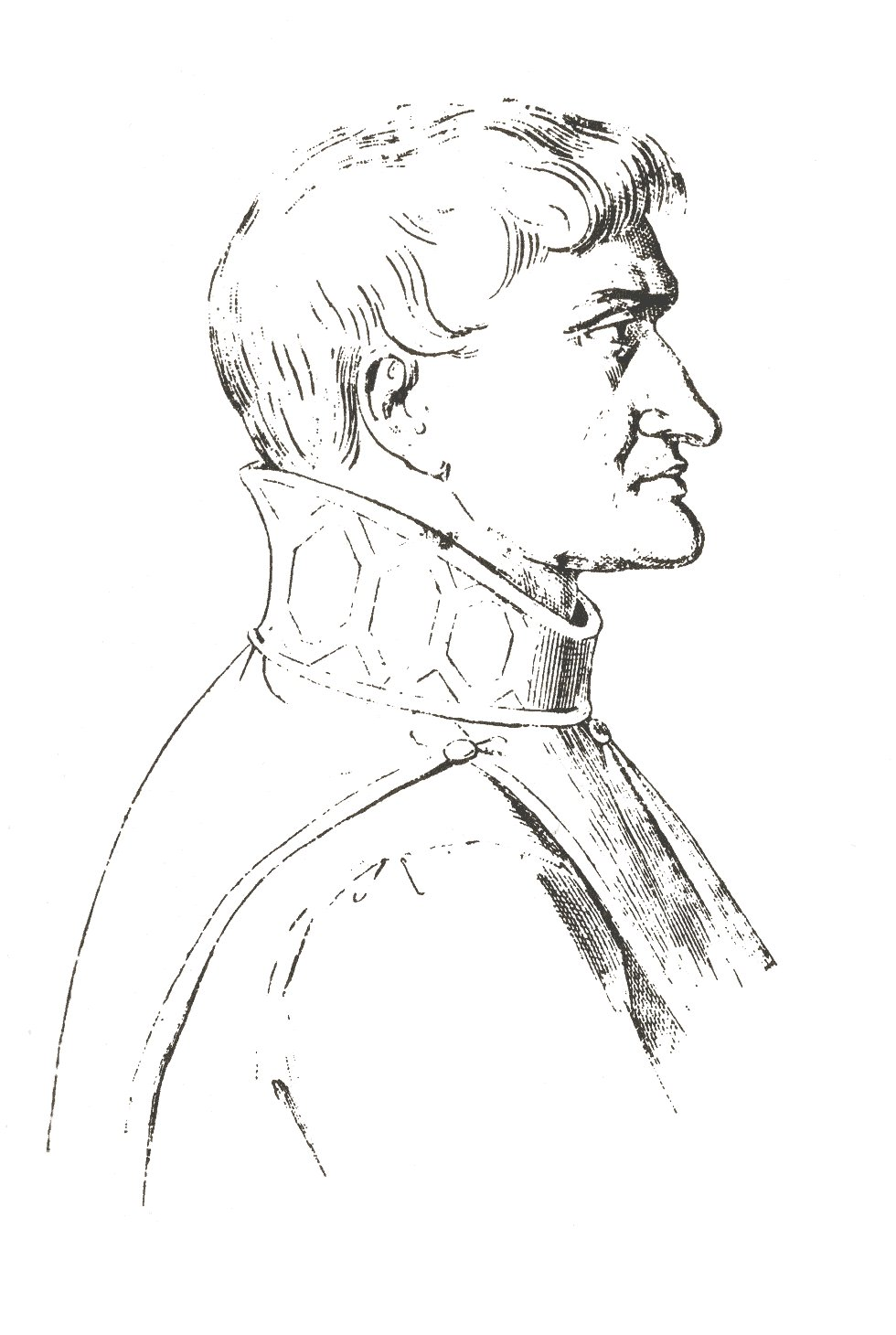
Reprodução do perfil presente no Duomo de Salerno (Michele Parascandolo. Storia di Procida, Benevento, 1893)

João de Prócida, Jean de Procida ou Giovanni da Procida (1210–1298), foi um diplomata e cientista italiano do século XIII.

## Biografia
Nascido em Salerno onde estudou medicina, era filho de João II de Prócida e Clemenza Logoteta da ilha de Prócida. Atraiu a atenção de Frederico II, a quem ajudou até sua morte, bem como do Cardeal Giovanni Gaetano Orsini, futuro Papa Nicolau III.
Cresceu profissionalmente no Reino Siciliano dos Hohenstaufen. Após a derrota do filho de Frederico II, Manfredo, na Batalha de Benevento em 1266, partiu para Viterbo e casou sua filha com um guelfo napolitano, Bartholomeo Caracciolo.
Ficou do lado de Conradino na derrota de Tagliacozzo e depois fugiu para Veneza. Sua propriedade foi confiscada por Carlos de Anjou, e sua esposa e filha foram estupradas por um cavaleiro francês.
Estabeleceu-se com dois filhos em Barcelona, com Constança, filha de Manfredo e esposa do rei Pedro III de Aragão, que o nomeou chanceler. Um de seus filhos foi assassinado durante as vésperas sicilianas.
Segundo Petrarca e Boccaccio, ele procurou o apoio do imperador bizantino Miguel VIII Paleólogo em 1279, mas em vão. Parece ser apenas uma lenda.